# Starosillia
Starosillia  (ucraniano: Старосілля) es una localidad del Raión de Bilhorod-Dnistrovskyi en el Óblast de Odesa de Ucrania. Según el censo de 2001, tiene una población de 1634 habitantes.